# Zvečevo
Звечево д.д. (хорв. Zvečevo d.d.) — хорватське підприємство харчової промисловості з Пожеги, засноване 1921 року.

## Історія
Розпочало свою діяльність 20 жовтня 1921 року як завод із випуску міцних алкогольних напоїв «Stock cognac Medicinal». 1934 року отримало пропозицію від відомої швейцарської компанії «Nestlé» укласти договір на оренду устаткування з виробництва шоколаду і цукерок строком на 10 років. Пропозицію схвалили відповідне міністерство і Королівська банська адміністрація в Загребі. 1936 року «Nestlé» одержала дозвіл на початок виробництва шоколаду та шоколадних виробів, взявши в оренду цю шоколадну фабрику на строк із 1936 по 1946 рік. Із 1946 року виробництво поновилося вже на націоналізованій фабриці. З 1951 року підприємство працює під назвою «Zvečevo», чи то пак «Zvečevo d.d. Požega». 1958 року до складу фірми «Звечево» увійшов молокозавод, який до того часу діяв під назвою «Славонка». У 1960-х роках підприємство згорнуло збиткове і застаріле виробництво фруктових соків та борошна, зосередивши всі зусилля на виготовленні какао-продуктів, міцних алкогольних напоїв і сухого молока. Наприкінці 60-х — початку 70-х рр. ХХ ст. проведено процес реконструкції і модернізації та відбувся ріст виробництва і чисельності працевлаштованих. Нові лінії уможливили значне нарощування потужності та випуск нової, якісної продукції. Все це, а також угода, укладена 1970 року з компанією «Nestlé» про довгострокове ділове співробітництво, створили передумову успішного закріплення фірми «Звечево» на внутрішньому та зовнішньому ринках. 1987 році підприємство налагодило виробництво борошняно-вафельних виробів. Із 3 вересня 1994 року працює як акціонерне товариство. Багато виробів під маркою «Zvečevo» відзначено численними нагородами за якість як у країні, так і за кордоном. Співпраця з «Nestlé» тривала до 1995 року.
Якість і традиція — це основа діяльності фірми. Характерною рисою роботи підприємства є безперервна турбота про здорове довкілля. «Звечево» входить до категорії «чистих технологій» і досягає значних здобутків у галузі охорони навколишнього середовища, а Міністерство охорони довкілля і просторового планування Республіки Хорватія в 2001 році присудило фірмі премію «Хорватський Оскар» у категорії «Промисловість та енергетика». У бізнес-політиці «Zvečevo» додержує світових норм сталого розвитку, сповідуючи превентивну стратегію чистого виробництва.

## Зразки продукції

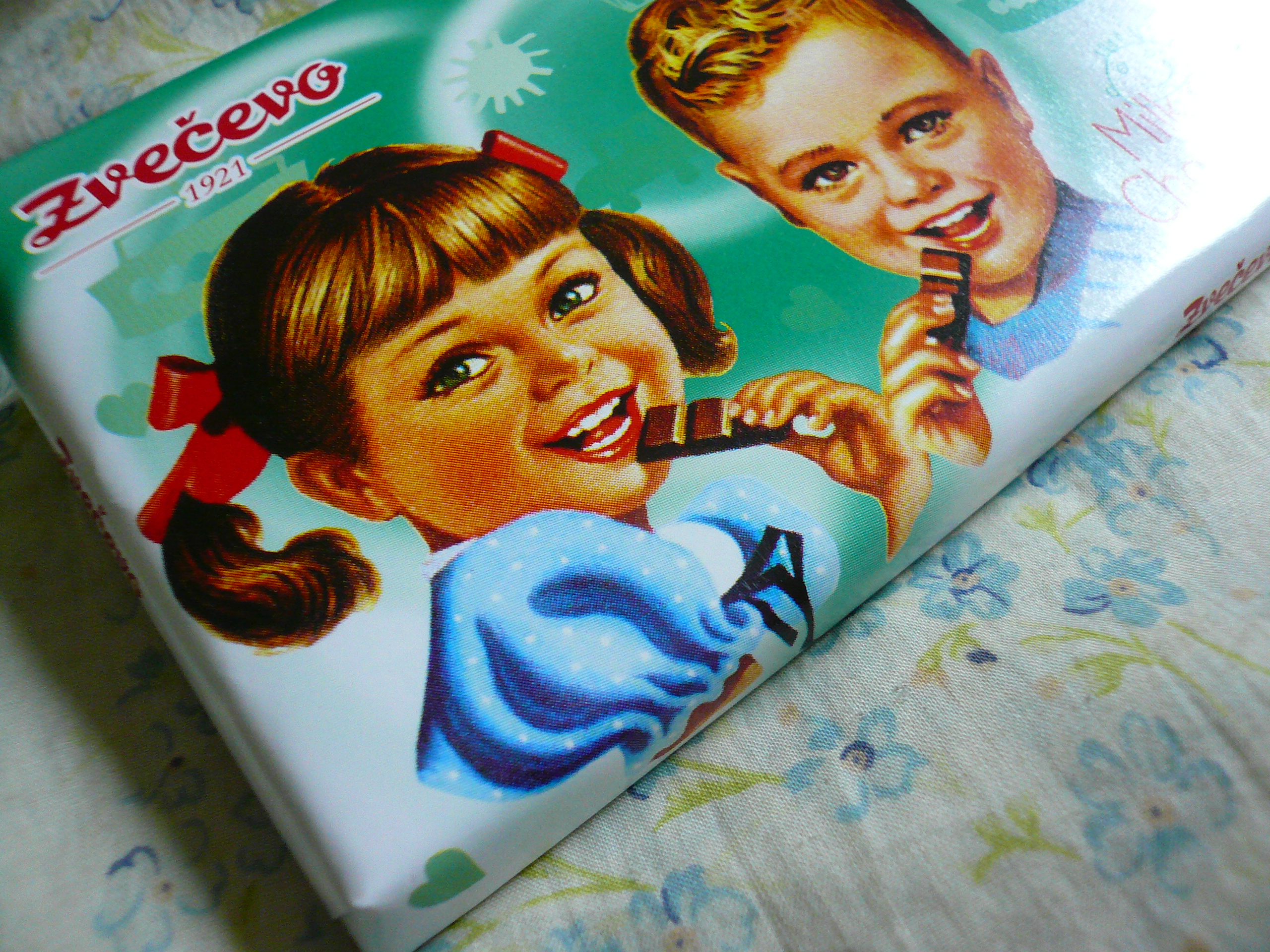
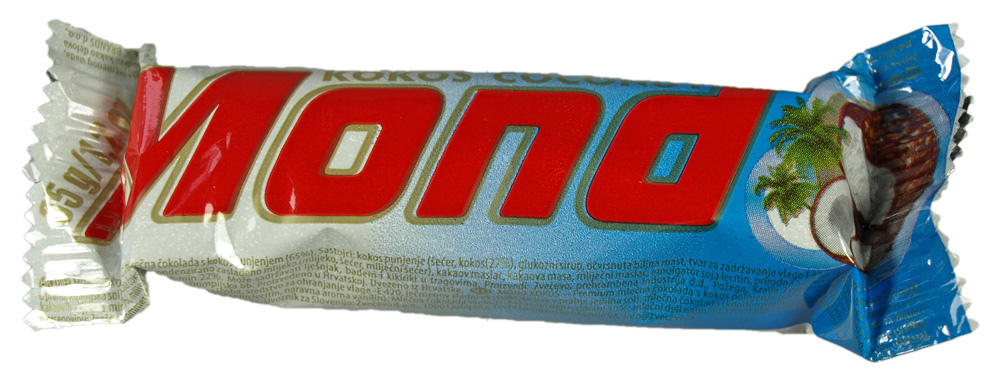
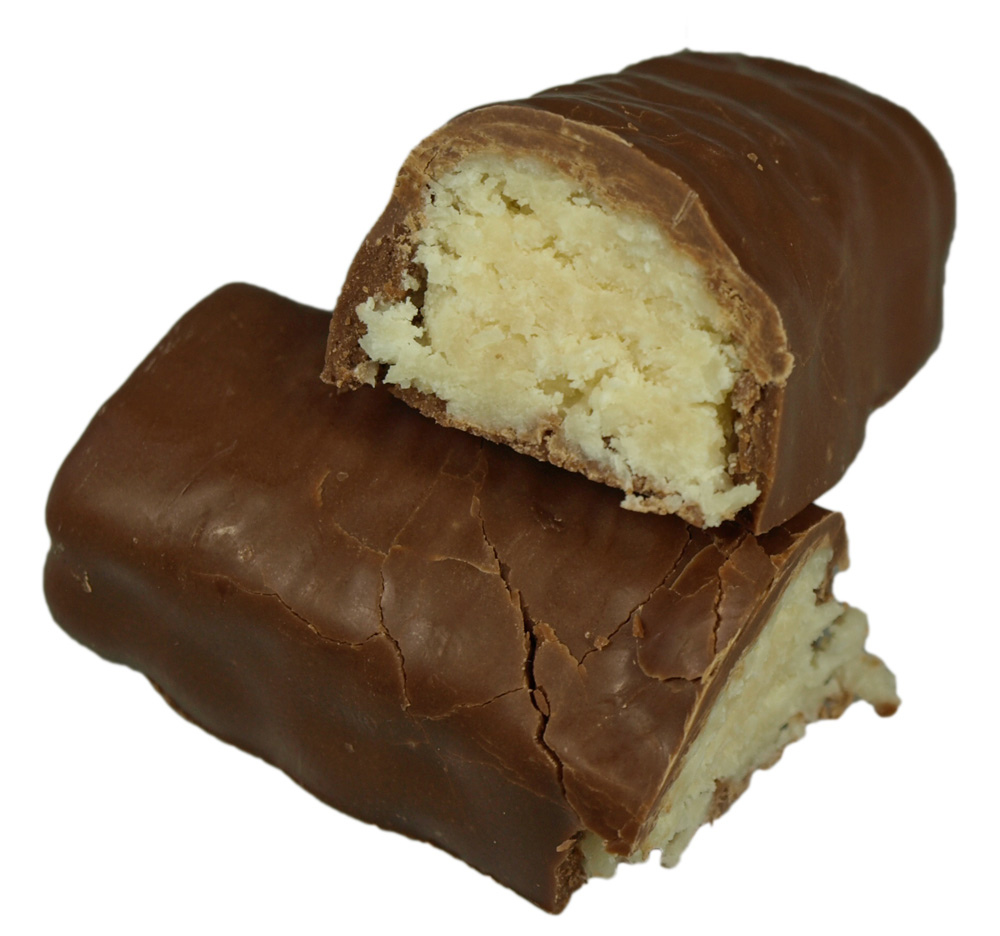
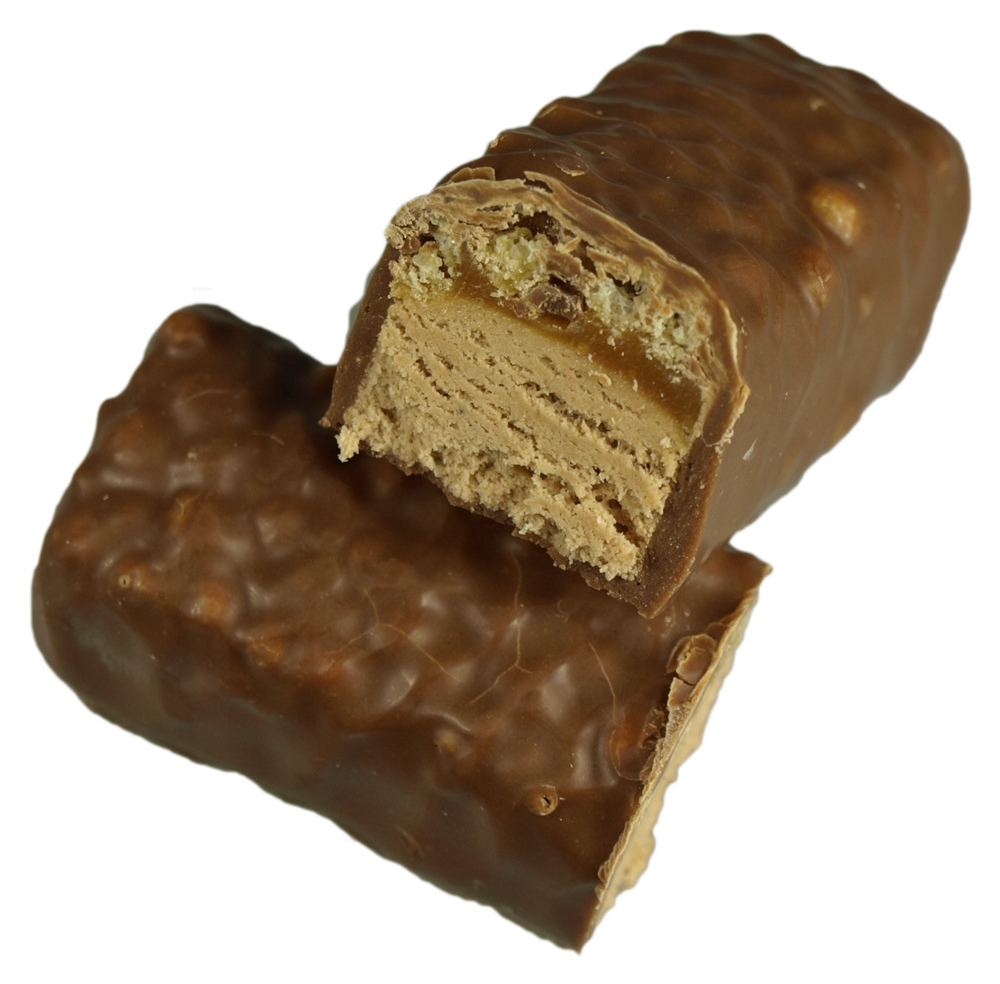
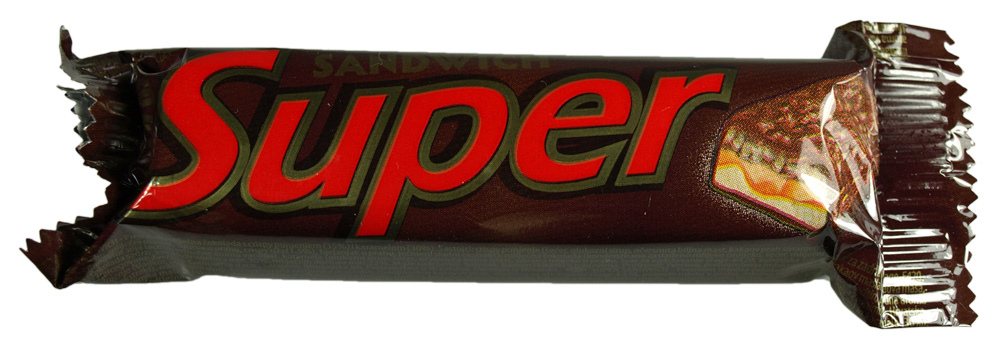